# گئوچانگ
گئوچانگ (به لاتین: Geochang County) یک منطقهٔ مسکونی در کره جنوبی است که در استان گیونگ‌سانگ جنوبی واقع شده‌است. گئوچانگ ۸۰۴٫۰۹ کیلومتر مربع مساحت و ۶۲٬۳۴۲ نفر جمعیت دارد.